# Дом печати (Грозный)

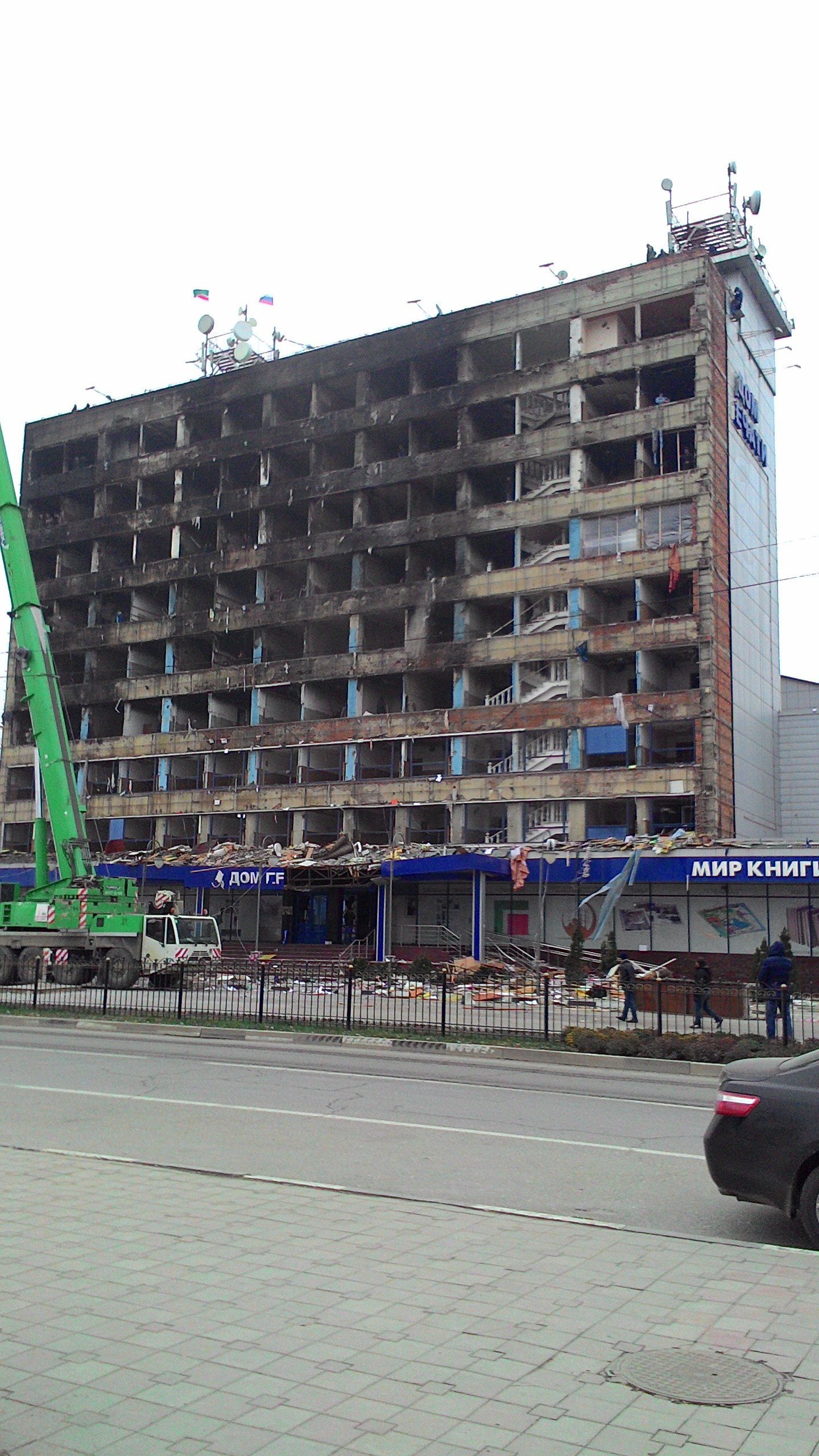
Здание после нападения боевиков и последовавшего штурма, 2014 год

Грозненский Дом печати располагается на пересечении улиц Назарбаева (бывшая улица Маяковского) и Лорсанова (бывшая улица Красных фронтовиков). В здании располагаются редакции практически всех республиканских газет и журналов, издаваемых в Чечне, информационное агентство «Грозный-Информ» и типография издательства «Грозненский рабочий». На первом этаже здания располагается музей журналистики, открытие которого состоялось в 2013 году.

## История
Здание было построено в конце 1970-х годов. Главный инженер строительства В. Бехбутова. Автором панорамного барельефа, украшавшего здание, был скульптор Дарчи Хасаханов.
В годы первой и второй чеченской войн здание было сильно разрушено. От него остались только стены и перекрытия. После окончания боевых действий Дом печати был восстановлен.
4 декабря 2014 года Грозный подвергся нападению боевиков. Боевиками было захвачено здание Дома печати. Чтобы выбить их оттуда здание штурмовали представители силовых структур. По зданию вели огонь из тяжёлого вооружения (бронетранспортёры, гранатомёты, тяжёлые пулемёты). В результате штурма здание практически полностью сгорело, но вскоре было восстановлено.